# Mega Man
Mega Man, conosciuto in Giappone come Rockman (ロックマン?, Rokkuman), è il primo titolo dell'omonima serie di videogiochi a piattaforme della Capcom. Apparso per la prima volta nel 1987 su Nintendo Entertainment System, è stato in seguito convertito per MS-DOS da una ditta esterna a Capcom, la Hi Tech Expressions; questa versione presenta parecchie differenze.
Il protagonista del gioco, Mega Man, deve combattere contro il Dr. Wily e i sei Robot Masters sotto il suo controllo. Il titolo è caratterizzato dal suo gameplay non lineare che permette al giocatore di decidere l'ordine in cui completare i sei livelli iniziali, che terminano con uno scontro con uno dei Robot Masters e l'ottenimento della sua arma speciale.

## Trama
Nell'anno 200X, i robot sono utilizzati per assistere l'umanità nella vita di ogni giorno dopo le innovazioni del robot designer Dr. Thomas Light, considerato il padre della robotica moderna, che ha anche creato due robot assistenti da laboratorio: Rock, noto anche come Mega, e sua sorella, la dolce Roll. Un giorno, i robot vanno fuori controllo e iniziano ad attaccare la popolazione. Insieme a essi ci sono altri sei robot umanoidi (Robot Master) creati dal Dr. Light per scopi industriali: Cut Man, Guts Man, Ice Man, Bomb Man, Fire Man ed Elec Man. Il responsabile di tutto ciò è il rivale di lunga data di Light, il Dr. Albert W. Wily, desideroso di conquistare il mondo. 
Rock, avendo un forte senso di giustizia, si offre come volontario per fermarlo e chiede al suo creatore di farsi trasformare in un robot da combattimento. Con riluttanza, il Dr. Light accetta e Rock diventa così Mega Man. I sei Robot Master sono sconfitti, e dopo aver riottenuto i loro nuclei centrali insieme alle loro abilità, Mega Man sconfigge Wily nella sua fabbrica di robot e ritorna a casa dalla sua famiglia.
La trama differisce nella versione occidentale nel gioco: in questa versione, Mega Man e i sei Robot Masters sono creati da entrambi i dottori per il beneficio dei cittadini di Monsteropolis (questo luogo non esiste nella trama originale e non è canonico). Wily si rivela essere un assistente sleale e riprogramma i sei robot per conquistare il mondo, creando i sette imperi di Monsteropolis. Dr. Light spedisce in missione Mega Man per distruggere le sue stesse creazioni e fermare i piani del malvagio Dr. Wily.

## Modalità di gioco
Il gioco è diviso in sei livelli, più quattro finali; questi ultimi appaiono solamente dopo avere terminato gli altri, affrontabili in maniera arbitraria. Il giocatore ha su schermo due indicatori (inizialmente uno soltanto), entrambi composti da 28 tacche. Essi rappresentano l'energia di Mega Man e delle sue armi speciali; ogni volta che se ne fa uso o si viene danneggiati, si perde un certo quantitativo di energia; raccogliendo un appropriato power-up l'energia persa viene ripristinata. L'arma principale di Mega Man è il Mega Buster, un cannone equipaggiato sulle mani che spara dei proiettili solari (l'energia solare è la fonte di energia principale di Mega Man).

### Boss
Alla fine di ogni livello c'è un Robot Master, un boss dotato di un particolare attacco di solito in tema con il resto del livello: ad esempio, Fire Man fa uso del fuoco come arma, e l'ambientazione del suo livello è ricca di fiamme e lava. Una volta sconfitto un boss, Mega Man ne ottiene l'arma speciale e, a partire dal livello successivo, è possibile selezionare tale arma attraverso il menu che appare premendo il tasto pausa (start). Ogni boss ha un punto debole, consistente proprio in un attacco speciale acquisito da un altro boss. Questo deriva dal fatto che il direttore dei creatori, Akita Kitamura (nonostante venne poi rimpiazzato da Keiji Inafune) aveva in mente il gioco della morra cinese durante lo sviluppo del gioco.
La tabella seguente elenca i Robot Master in un ordine di numero seriale, in cui ogni Robot Master è debole contro l'arma ottenuta di un altro. È possibile iniziare il videogioco da uno qualsiasi dei sei Robot Master e in qualunque ordine.
| N. di serie | Robot Master | Arma speciale | Debolezza |
| ----------- | ------------ | --- | --- |
| DL003       | Cut Man      | Rolling Cutter (Cesoie Rotanti) Un paio di forbici che descrivono una lenta traiettoria in avanti per poi tornare al mittente, come un boomerang.            | Super Arm (Il sasso sconfigge le forbici e i massi bloccano le lame sulla testa di Cut Man.)                                                      |
| DL004       | Guts Man     | Super Arm (Super Braccio) Arma utilizzabile solo quando si è vicini ai massi o ai cubi che si possono raccogliere, per poi scagliarli contro i nemici.       | Hyper Bomb (Una bomba per frantumare le rocce lanciate da Guts Man e penetrare la sua armatura.)                                                  |
| DL005       | Ice Man      | Ice Slasher (Fendente di Ghiaccio) Scaglia una lama di ghiaccio, in grado di congelare i nemici, come anche la lava e il fuoco.                              | Thunder Beam (L'acqua è un buon conduttore elettrico, e il ghiaccio è acqua allo stato solido.)                                                   |
| DL006       | Bomb Man     | Hyper Bomb (Iper-Bomba) Lancia una bomba che rimbalza contro i muri e sul pavimento, per poi esplodere.                                                      | Fire Storm (Incendia le bombe per farle esplodere subito.)                                                                                        |
| DL007       | Fire Man     | Fire Storm (Tempesta di Fuoco) Spara una palla di fuoco in avanti, mentre un'altra palla di fuoco rotea attorno a Mega Man, fungendo da arma a raggio corto. | Ice Slasher (L'arma congela tutto, quindi anche il fuoco.)                                                                                        |
| DL008       | Elec Man     | Thunder Beam (Raggio di Tuono) Spara tre scariche elettriche, una in avanti, una verso l'alto e una verso il basso.                                          | Rolling Cutter (il metallo resiste alla corrente elettrica e oggetti affilati come delle forbici possono tagliare i fili elettrici e i circuiti.) |

## Personaggi
- Mega Man: il protagonista della serie, conosciuto in origine come Rock Man, è un androide creato dal Dr. Light per combattere il Dr. Wily.
- Dr. Albert W. Wily: il principale antagonista della serie, è uno scienziato malvagio che vuole conquistare il mondo. È il boss finale.
- Dr. Thomas Light: creatore di Mega Man, lo aiuterà nelle sue avventure per fermare il Dr. Wily.
- Roll: sorella di Mega Man, appare nella scena finale.
- Robot Masters: i vari boss di fine livello, robot riprogrammati dal Dr. Wily ai suoi voleri.

## Remake
Una versione rivisitata di questo gioco è stata prodotta per PlayStation Portable nel 2006 con il nome di Mega Man Powered Up e con l'inclusione di due modalità: "classica", basata sulle stesse grafiche e ambienti del gioco originale, e "moderna", con nuove grafiche, ambienti e gameplay.